# 레알프역
레알프역(Realp)은 스위스 우리주에 있는 레알프 지자체에 서비스를 제공하는 미터궤 역이다. 역은 푸르카 오버알프 철도(FO)에 있는 푸르카 베이스 터널의 동쪽 입구와 가깝다. 이 철도는 발레주의 브리크, 우리주의 안데르마트, 괴세넨 및 그라우뷘덴주의 디젠티스/무쉬테를 연결한다. FO와 브리크-피스프-체르마트 철도(BVZ) 간의 합병 이후, 2003년 1월 1일부터 FO는 마터호른 고트하르트 철도(MGB)가 소유, 운영하고 있다.
레알프역에서 멀지 않은 곳에 또 다른 기차역인 레알프 DFB가 있다. 이 역은 1982년 푸르카 베이스 터널로 교체된 FO의 일부에서 여름에 운영되는 전통 철도인 푸르카 증기 철도를 운행한다.

## 운행편
다음 서비스는 레알프에서 정차한다.
- 레기오 : 피스프와 안데르마트 사이를 매시간 운행한다.
- 푸르카 베이스 터널을 통과하는 오버발트까지 차량 셔틀 열차가 자주 운행된다.
- 전통적인 산악 루트를 통한 오버발트와 레알프 사이의 DFB 유산 열차 서비스는 6월과 10월 사이에만 운영된다.

장거리 빙하특급은 레알프를 멈추지 않고 통과한다. 빙하특급은 2015년 후반에 레알프에서 정차를 중단했다.

## 같이 보기
- 빙하특급
- 마터호른 고트하르트 철도